# Уфимский сельсовет
Уфимский сельсовет — муниципальное образование в Хайбуллинском районе Башкортостана. Согласно Закону о границах, статусе и административных центрах муниципальных образований в Республике Башкортостан имеет статус сельского поселения.

## Население
| 2002  | 2010  | 2012  | 2013  | 2014  | 2015  | 2016  |
| ----- | ----- | ----- | ----- | ----- | ----- | ----- |
| 3100  | ↘3033 | ↘2973 | ↘2910 | ↘2832 | ↘2778 | ↘2724 |
| 2017  | 2018  |       |       |       |       |       |
| ↘2646 | ↘2599 |       |       |       |       |       |

## Состав сельского поселения
- с. Уфимский,
- с. Алибаевское,
- д. 1-е Мурзино,
- д. Нижнеисмаково,
- с. Новопетровское,
- с. Первомайское,
- д. Петропавловский,
- д. Рафиково.